# Lorcé
Lorcé is een dorp in de Belgische provincie Luik en een deelgemeente van Stoumont. Tot 1 januari 1977 was het een zelfstandige gemeente. Lorcé ligt vlak bij de Amblève. In het oosten van het grondgebied ligt het gehucht Chession, en in het uiterste oosten, aan de overkant van de rivieren Amblève en Lienne, het gehucht Targnon.

## Demografische ontwikkeling
- Bronnen:NIS, Opm:1831 tot en met 1970=volkstellingen, 1976= inwoneraantal op 31 december

## Bezienswaardigheden
- De Moulin Mignolet, een beschermde watermolen

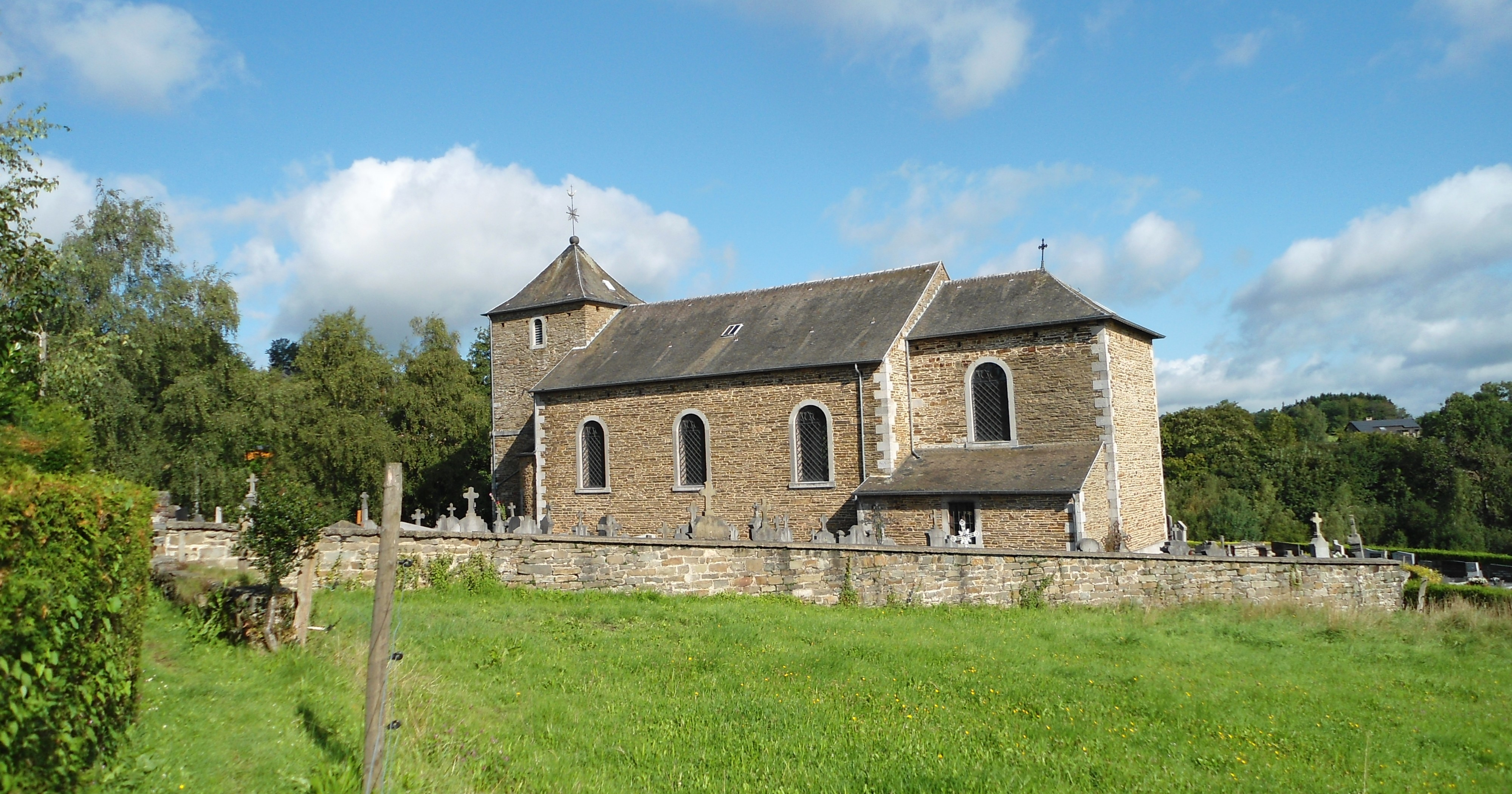
De Sint Joriskerk van Lorcé

- De Sint Joriskerk

Deelgemeenten: Chevron · La Gleize · Lorcé · Rahier · Stoumont

Overige kernen: Andrimont · Borgoumont · Chauveheid · Cheneux · Chession · Chevrouheid · Cour · Egbômont · Froidville · Habiémont · Heilrimont · La Venne · Les Forges · Meuville · Monceau · Moulin-du-Ruy · Roanne · Ruy · Targnon · Xhierfomont

Belgische gemeenten · arrondissement Verviers · provincie Luik · Wallonië